# Basses vallées angevines
Les basses vallées angevines sont des plaines alluviales inondables, situées le long des cours d'eau du Loir, de la Mayenne, de la Sarthe et de la Maine. Elles sont reconnues comme zones humides d'importance internationale et intégrées au réseau Natura 2000. Le 1er février 1995, 6 735 ha de ce territoire sont devenus un site Ramsar.

## Généralité

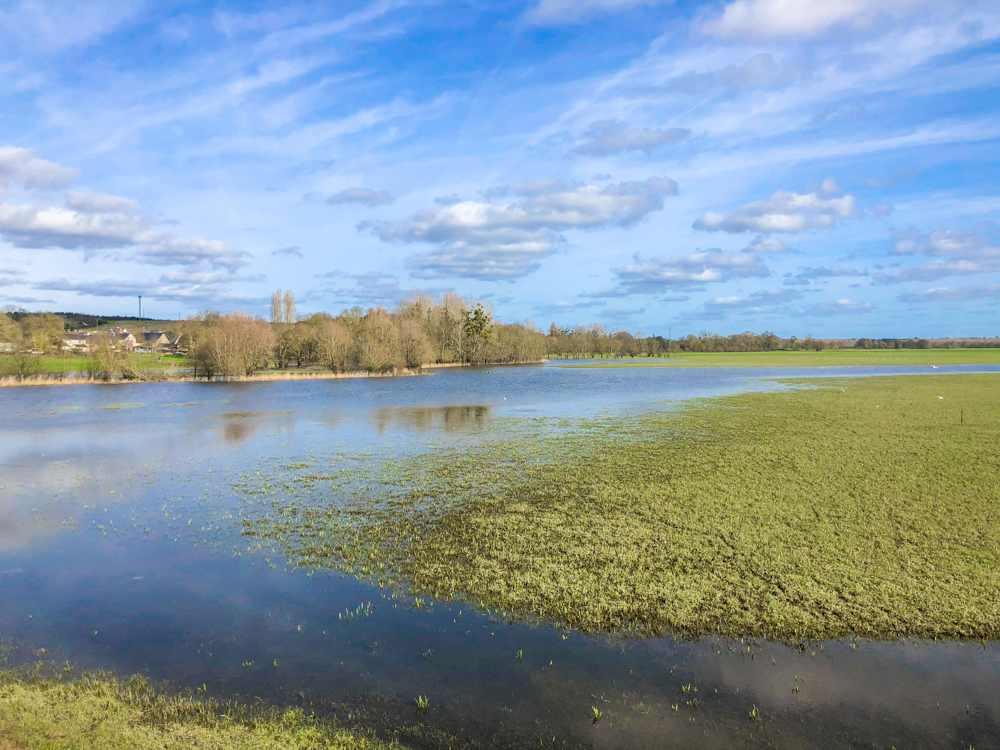
Basses Vallées Angevines - Vue du Loir

Les basses vallées angevines sont principalement composées de prairies inondables situées le long de la Mayenne, de la Sarthe, du Loir et de la Maine, cette dernière n'étant rien d'autre que le lit fluvial commun de la Mayenne et de la Sarthe. Le bassin versant de la Maine, d'une superficie totale de 20 000 km², est par ailleurs le plus vaste sous-bassin de la Loire. 

## Hydrologie
La Maine, qui se forme au sud des basses vallées angevines par la confluence de la Mayenne et de la Sarthe, près de l'île Saint-Aubin, est une très courte rivière qui rejoint la Loire à quelques kilomètres, à la Pointe. 
Au niveau d'Angers, elle s’écoule dans un étroit goulot d’étranglement lié d’une part au verrou rocheux à hauteur du château et d’autre part à l’artificialisation des berges et la construction de nombreux quais, principalement au XIXe siècle. Cette situation fait des basses vallées angevines une « zone naturelle d’expansion » d’une superficie d’une centaine de kilomètres carrés. Leur capacité de stockage est d’environ 370 millions de m3, soit un minimum d’une quinzaine de jours d’écrêtement au niveau d’Angers. Le secteur « Angers – val d’Authion – Saumur » — qui concerne les basses vallées angevines — a été en outre identifié comme un territoire à risque important d'inondation. Les crues de la Loire peuvent favoriser les crues des rivières des basses vallées angevines : celles-ci limitent l’écoulement de la Maine et provoque un stockage des eaux en amont.

## Biodiversité

### Faune
La diversité des milieux naturels, (prairies humides, bocage, mares et haies), tous situés en zone inondable confère aux basses vallées angevines une grande importance pour la biodiversité. Les oiseaux et notamment les oiseaux migrateurs viennent nombreux s'y poser. Le râle des genêts, qui est un oiseau en voie de disparition, vit dans ce milieu protégé. on peut y observer également la barge à queue noire
. Les Basses vallées angevines constituent d'autre part une zone de frai importante pour le brochet. Sont également présent plusieurs espèces de chironomes ainsi que de très grandes concentrations d'aselles.

Faune des basses vallées angevines
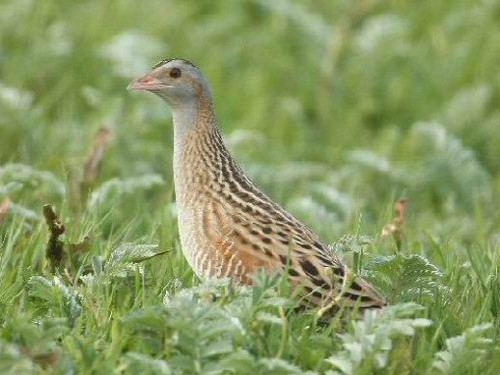
Râle des genêts.
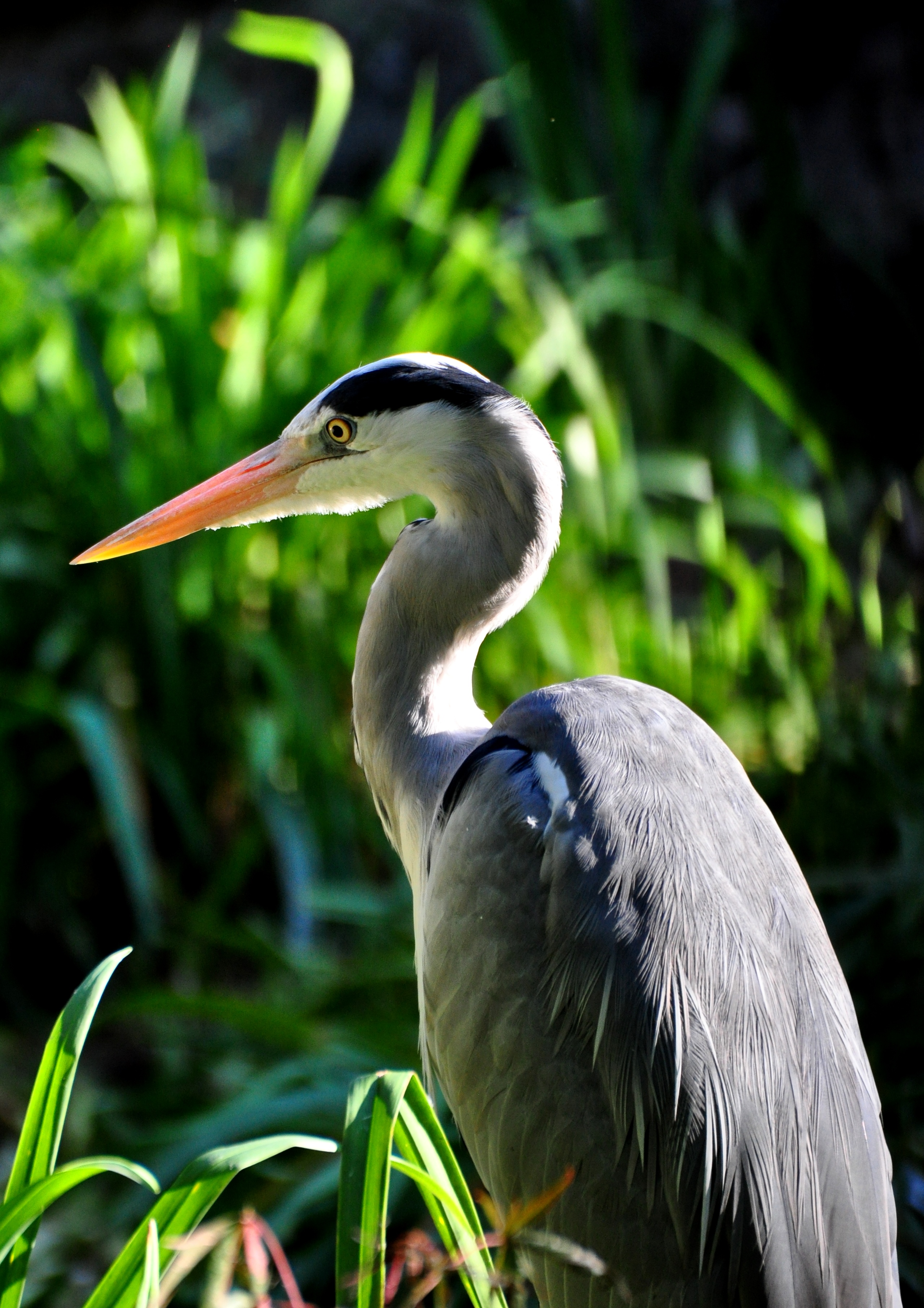
Héron cendré.
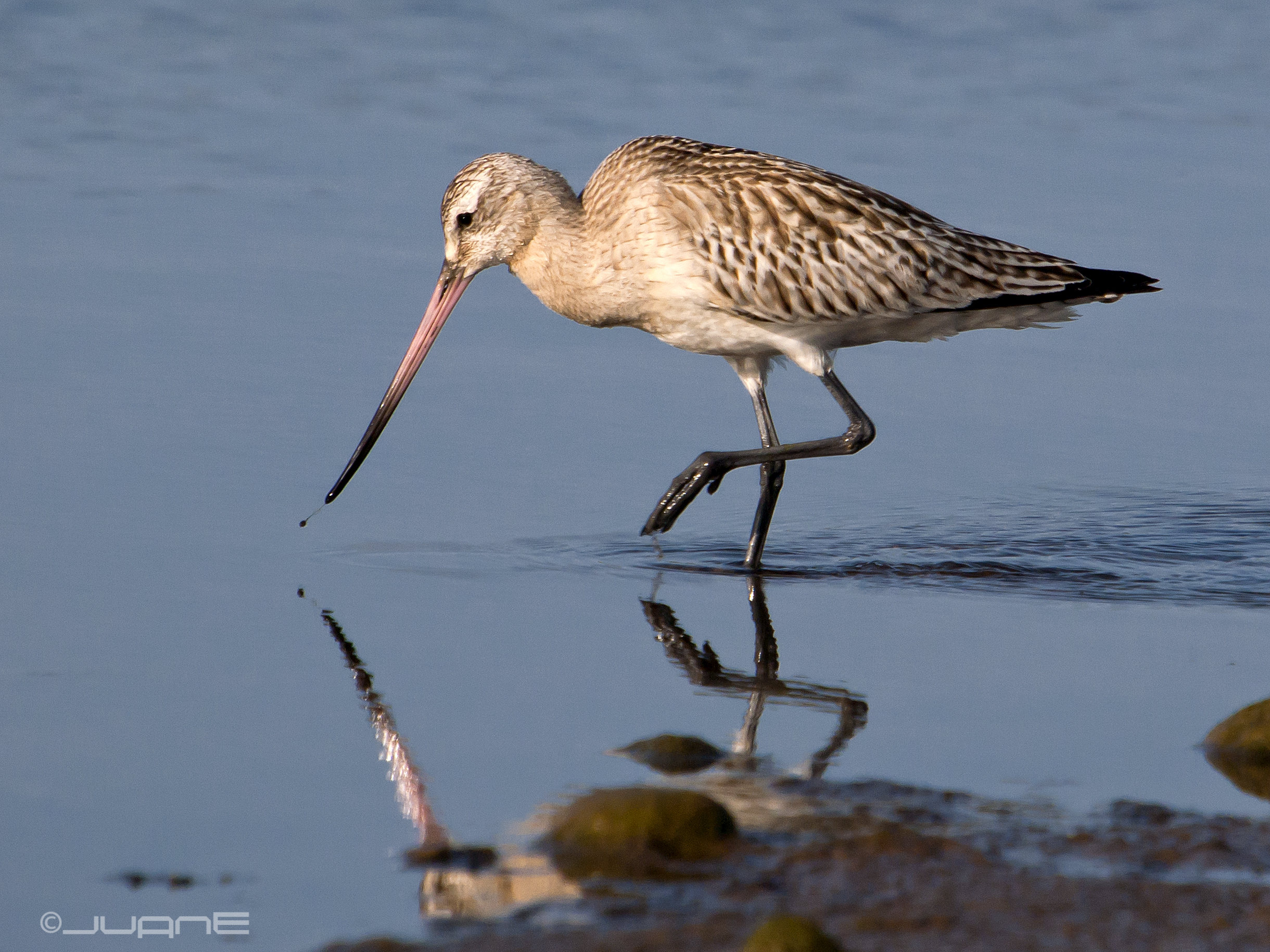
Barge à queue noire.
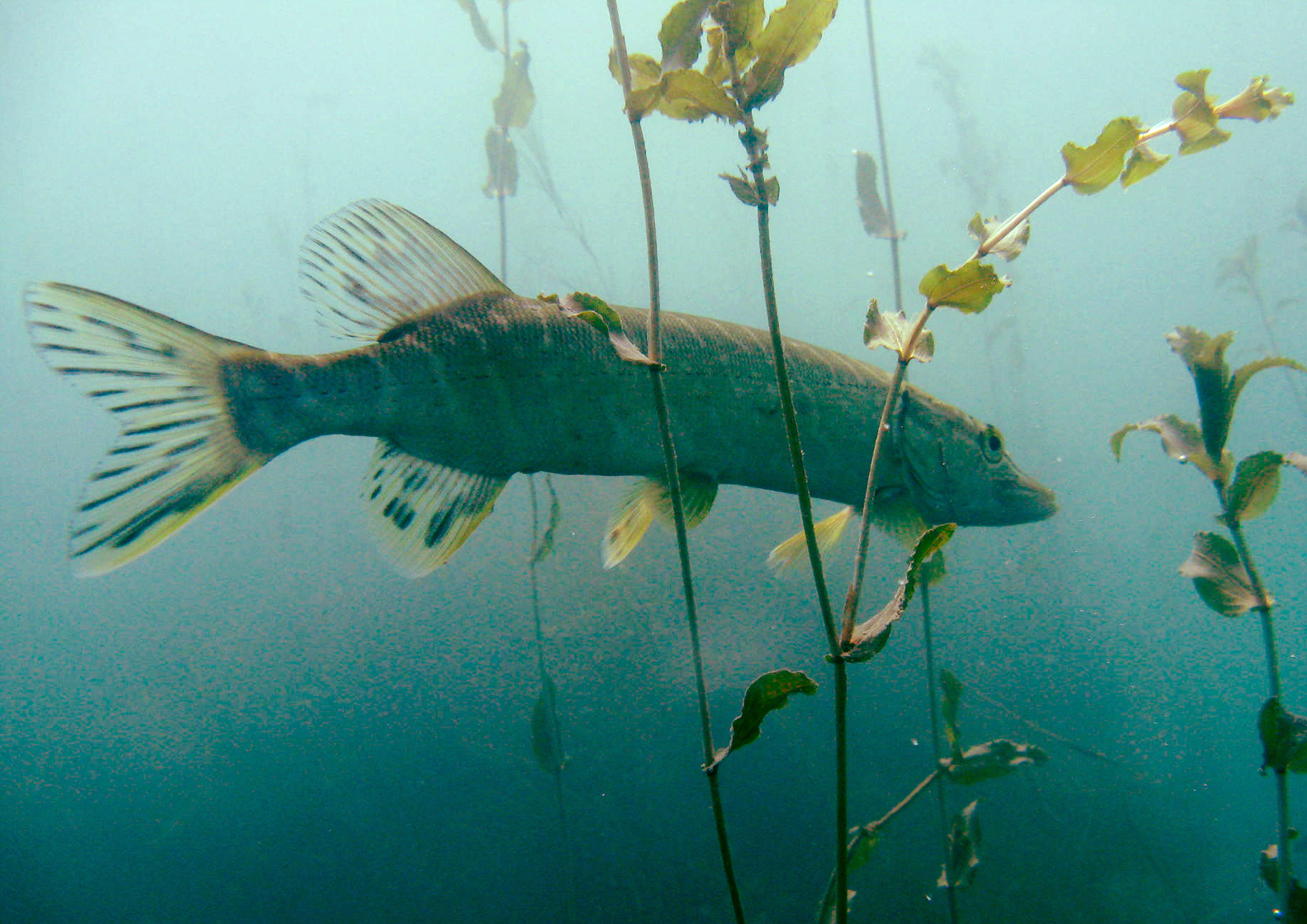
Brochet.
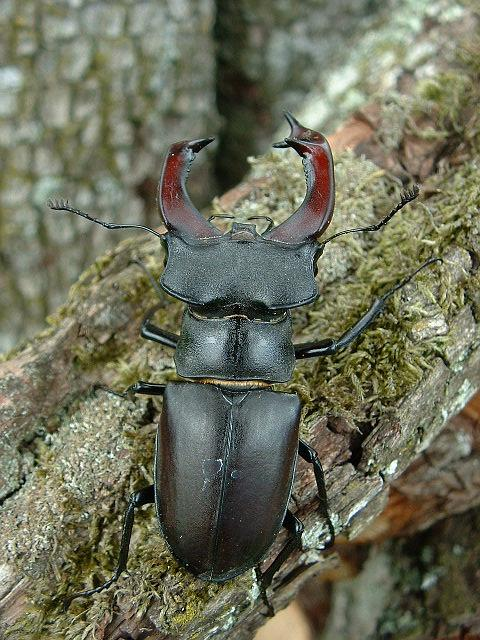
Lucane cerf-volant.
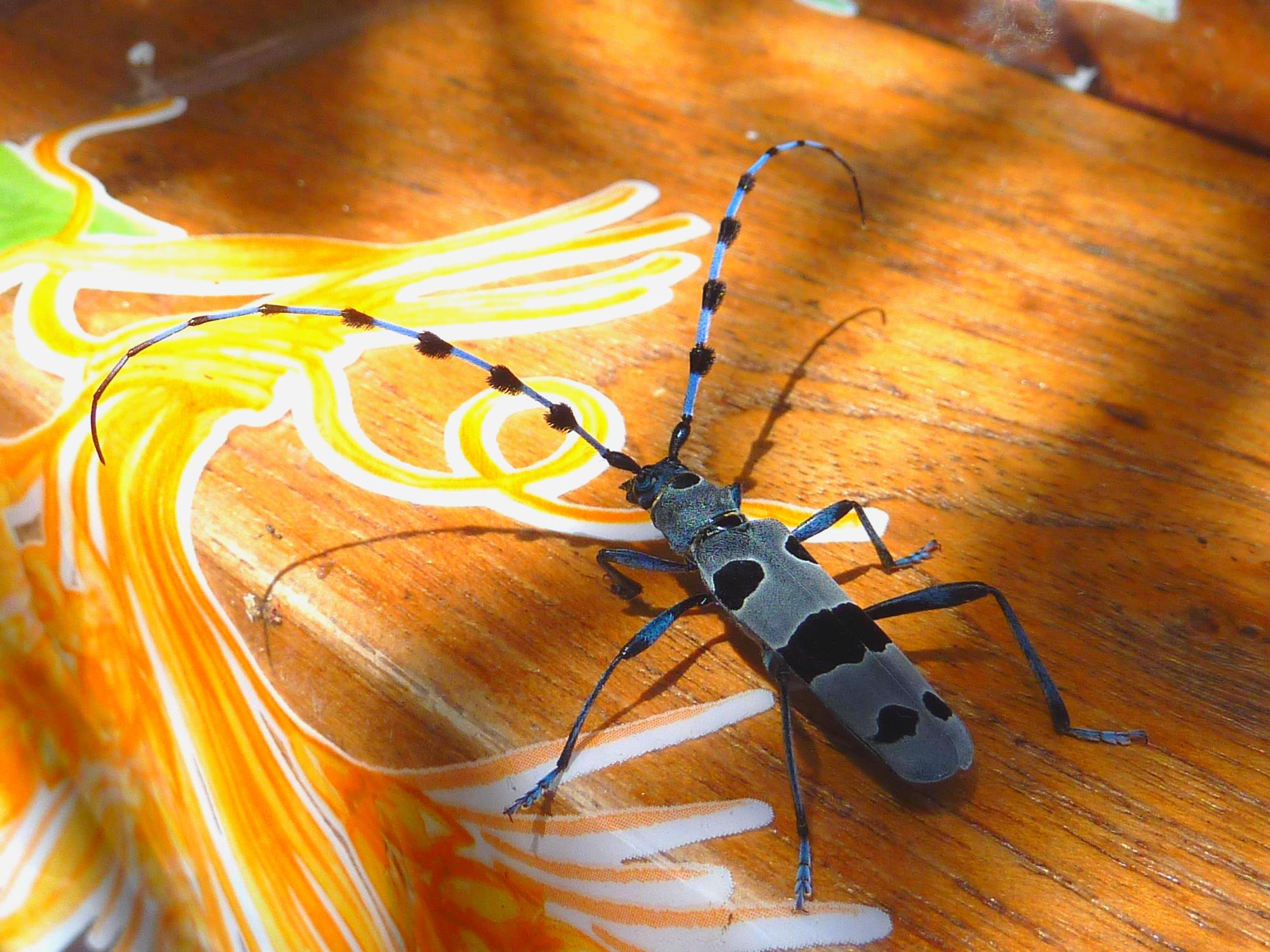
Rosalie des Alpes.

### Flore
La flore est diverse, 239 espèces végétales y sont recensées dont une trentaine protégée. On y trouve par exemple la Fritillaire pintade, la gratiole officinale, le jonc, la stellaire des marais, le vulpin des prés, la renoncule, la marguerite, le panicaut champêtre.

## Protection

### Classement
Les basses vallées angevines ont fait l'objet d'un inventaire naturaliste au titre de zone naturelle d'intérêt écologique, faunistique et floristique (Znieff). 
Le 1er février 1995, 6 735 ha de ce territoire sont inscrits au titre de la convention de Ramsar.
Elles sont classées natura 2000, comme zone de protection spéciale (ZPS) depuis 1999 et zone spéciale de conservation (ZSC) depuis 2015, ces deux désignation concernent également les prairies de la Baumette, au sud de Angers.

### L'action de l'homme
Les prairies de la Baumette, au sud d'Angers, sont une prairie inondable près de la confluence de la Maine et de la Loire. Le site est utilisé par plusieurs acteurs différents :
- agriculteurs possédant les parcelles des prairies, qui fauchent chaque année pour le foin abondant ;
- pêcheurs venant pêcher le brochet qui utilisent la prairie en période de frai durant les crues hivernales, où la prairie est entièrement inondée ;
- promeneurs qui peuvent rejoindre Angers en une heure de marche ;
- chasseurs, qui viennent ici pour le gibier d'eau se rassemblant durant toute la période où la prairie est en eau ;
- associations de protection de la nature dont la LPO, qui cherchent à protéger certaines espèces d'oiseaux à valeur patrimoniale, comme le râle des genêts, dont la nidification est menacée par une fauche de l'herbe trop précoce.

Durant la dernière décennie, l'exploitation du sable et alluvions de la Loire ont provoqué la baisse du lit du fleuve (on parle « d'incision » du cours d'eau), et de ce fait la diminution de l'importance des crues. Le brochet a donc disparu de la prairie, la fauche est devenue plus précoce, ce qui nuisait au râle des genêts, et la prairie se boisait progressivement et plusieurs secteurs ont été plantés de peupliers. Le DOCOB du site a prévu une vaste opération de remise en eau de la Baumette, en concertation avec tous les acteurs. Un moine de régulation des eaux (ouvrage en dur installé dans la digue d'un étang, permettant de jouer sur le niveau d'eau ou de jouer un rôle de trop-plein) permet de retenir l'eau des crues plus longtemps. Finalement, la concertation a permis de définir une date optimale d'ouverture et de fermeture du moine. Ainsi tous les acteurs y trouvent un bénéfice :
- les pêcheurs ont retrouvé le brochet, et acceptent de libérer les eaux à une date acceptable pour les agriculteurs ;
- les agriculteurs n'ont plus à trop s'inquiéter de l'emboisement de la prairie. Ils compensent la fauche plus tardive par un contrat 2000 de fauche tardive au 10 juillet ;
- la LPO obtient, par ce contrat de fauche tardive, une meilleure protection du râle des genêts, devenu plus présent sur le site ;
- les chasseurs bénéficient aussi de plus de gibier d'eau puisque la prairie reste inondée assez longtemps pour accueillir une faune riche et variée ;
- et les promeneurs peuvent profiter d'un site ayant retrouvé un fonctionnement écologique de meilleure qualité.